# Mittenwalde
Mittenwalde  est une ville de Brandebourg (Allemagne), située dans l'arrondissement de Dahme-Forêt-de-Spree.

## Personnalités liées à la commune
- Paul Gerhardt (1607–1676), poète, créateur de chants religieux, pasteur à Mittenwalde de 1651 à 1657.
- Rudolf Mosse (1843-1920), éditeur mort à Schenkendorf.
- Erich Steinfurth (1896–1934), député communiste du Land de Prusse (1929–1933), résistant au Nationalsocialisme, né à Mittenwalde.
- Günther W.H. Kunkel (1928-2007) : botaniste né à Mittenwalde.
- Renate Seydel (1935-), écrivain née à Schenkendorf.